# Bedřichov (Jablonec nad Nisou-i járás)
Bedřichov település Csehországban, Jablonec nad Nisou-i járásban. Bedřichov Josefův Důl, Janov nad Nisou, Mníšek, Hejnice és Liberec településekkel határos. Lakosainak száma 402 fő (2024. január 1.).

## Népesség
A település lakosságának változását az alábbi diagram mutatja:
| Lakosok száma | 1209 | 1255 | 1196 | 255  | 165  | 300  | 327  | 365  | 335  | 402  |
|               | 1869 | 1900 | 1921 | 1961 | 1980 | 2011 | 2016 | 2019 | 2021 | 2024 |